# 金兰山街道
金兰山街道是中华人民共和国河南省信阳市新县下辖的一个街道办事处。

## 行政区划
金兰山街道下辖以下村级行政区划单位：
白果树社区、巴棚社区、康畈社区、卓湾社区、彭河社区、金兰社区、华湾社区、李榜社区、柯棚社区、周湾社区、吴尖山社区。